# Wiesław Siewierski
Wiesław Siewierski (ur. 16 kwietnia 1949 w Radomiu) – polski piłkarz i działacz związkowy, w latach 2002–2010 przewodniczący Forum Związków Zawodowych.

## Życiorys
W latach 70-XX wieku występując na pozycji bramkarza był zawodnikiem Stali Mielec, Górnika Zabrze oraz Polonii Bydgoszcz. Karierę piłkarską zakończył w 1981 i podjął pracę w Wojewódzkim Przedsiębiorstwie Energetyki Cieplnej w Bydgoszczy. Był przewodniczącym powołanej w 1983 Federacji Związków Zawodowych Pracowników Energetyki Cieplnej (obecnie Krajowy Związek Zawodowy Ciepłowników). Jako przewodniczący Federacji Związków Zawodowych Pracowników Energetyki Cieplnej był współtwórcą i jednym z pierwszych sygnatariuszy powołanego w 1984 Ogólnopolskiego Porozumienia Związków Zawodowych. Należał do Polskiej Zjednoczonej Partii Robotniczej. W 2002 jako przewodniczący Krajowego Związku Zawodowego Ciepłowników znalazł się w Komitecie Założycielskim Forum Związków Zawodowych, którego był przewodniczącym w latach 2002-2010. Jako przewodniczący FZZ z jego ramienia był między innymi wiceprzewodniczącym Komisji Trójstronnej ds. Społeczno-Gospodarczych oraz wiceprezydentem Europejskiej Unii Niezależnych Związków Zawodowych (Confédération Européene des Syndicats Indépendants; CESI). Wspierał również Białe miasteczko. Podczas III Kongresu FZZ w kwietniu 2010 jego następcą na stanowisku przewodniczącego Forum Związków Zawodowych został wybrany Tadeusz Chwałka, a sam Siewierski w uznaniu zasług został odznaczony Honorowym Kordzikiem Górniczym. W tym samym roku prezydent RP Lech Kaczyński powołał go na członka Narodowej Rady Rozwoju.